# Burney Tarn
Der Burney Tarn ist ein See im Lake District, Cumbria, England.
Der Burney Tarn liegt westlich des Great Burney und nordöstlich von Grizebeck. Der See hat keinen erkennbaren Zufluss. Sein unbenannter Abfluss an seiner Westseite mündet in den Grize Beck.